# فرودگاه آبی دیر لیک
فرودگاه آبی دیر لیک (به انگلیسی: Deer Lake Water Aerodrome) یک فرودگاه همگانی است که یک باند فرود آب دارد. این فرودگاه در کشور کانادا قرار دارد و در ارتفاع ۳۱۰ متری از سطح دریا واقع شده‌است.